# 帖爾米茲考古學博物館
帖爾米茲考古學博物館是烏茲別克帖爾米茲的一座博物館，於2002年4月2日開幕，藏品超過27,000件，包括日用品、武器、錢幣、雕塑、圖章、壁畫等，多為出土自卡姆皮尔丘、法雅茲丘、巴拉雷克丘、卡尔查延、達爾弗津丘與塔夫卡庫爾干等鄰近考古遺址的希臘-巴克特里亞王國和貴霜帝國時期文物，依年代分類陳列。館中的部分藏品（例如佛陀坐像）為複製品，真品藏於首都塔什干的烏茲別克斯坦國家歷史博物館、俄羅斯聖彼得堡的艾米塔吉博物館等處。博物館並設有一圖書館，藏書約16,000本，多為中世紀阿拉伯文與波斯文的文獻。

## 藏品

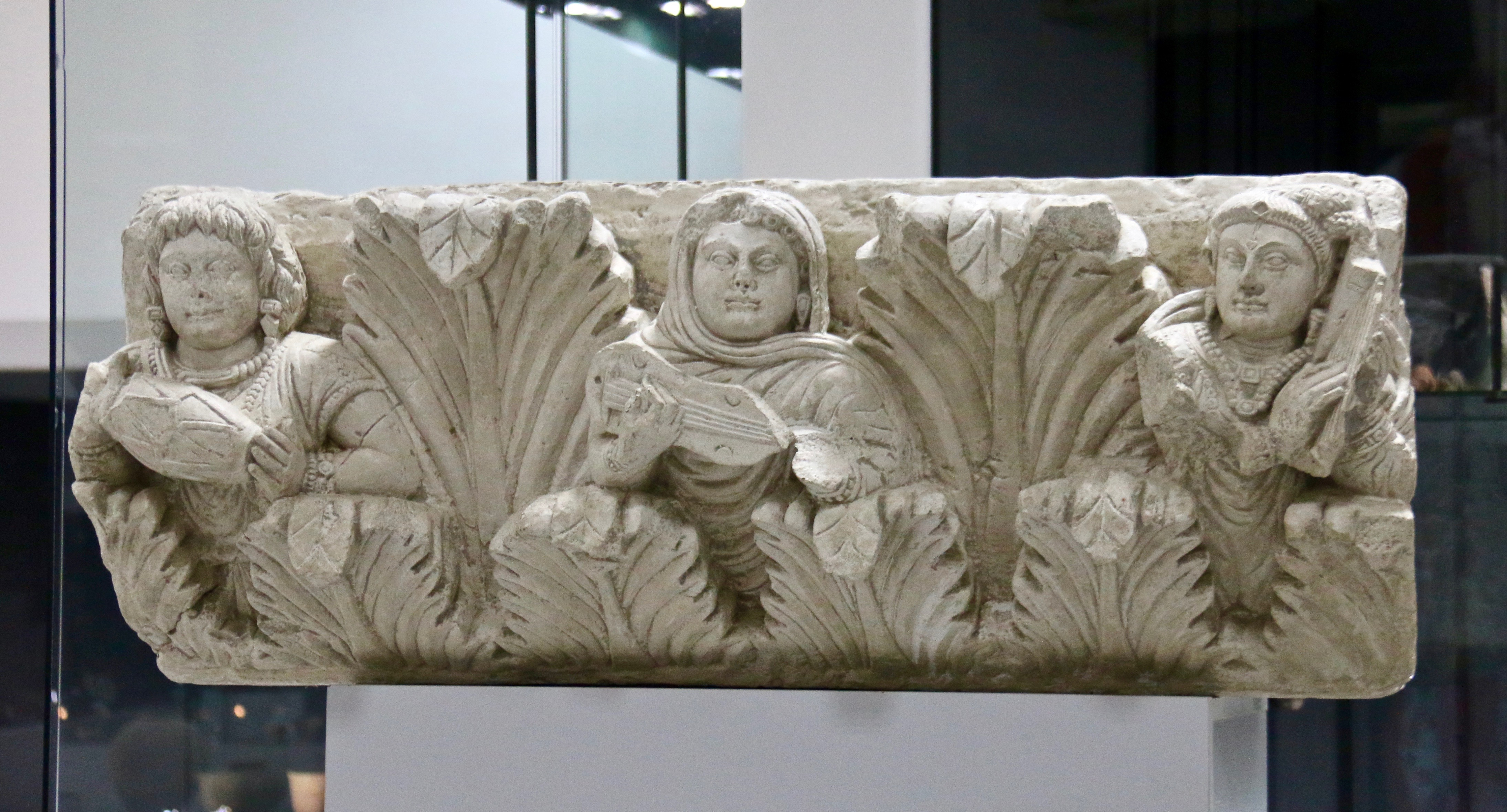
犍陀羅風格的希臘式佛教雕飾
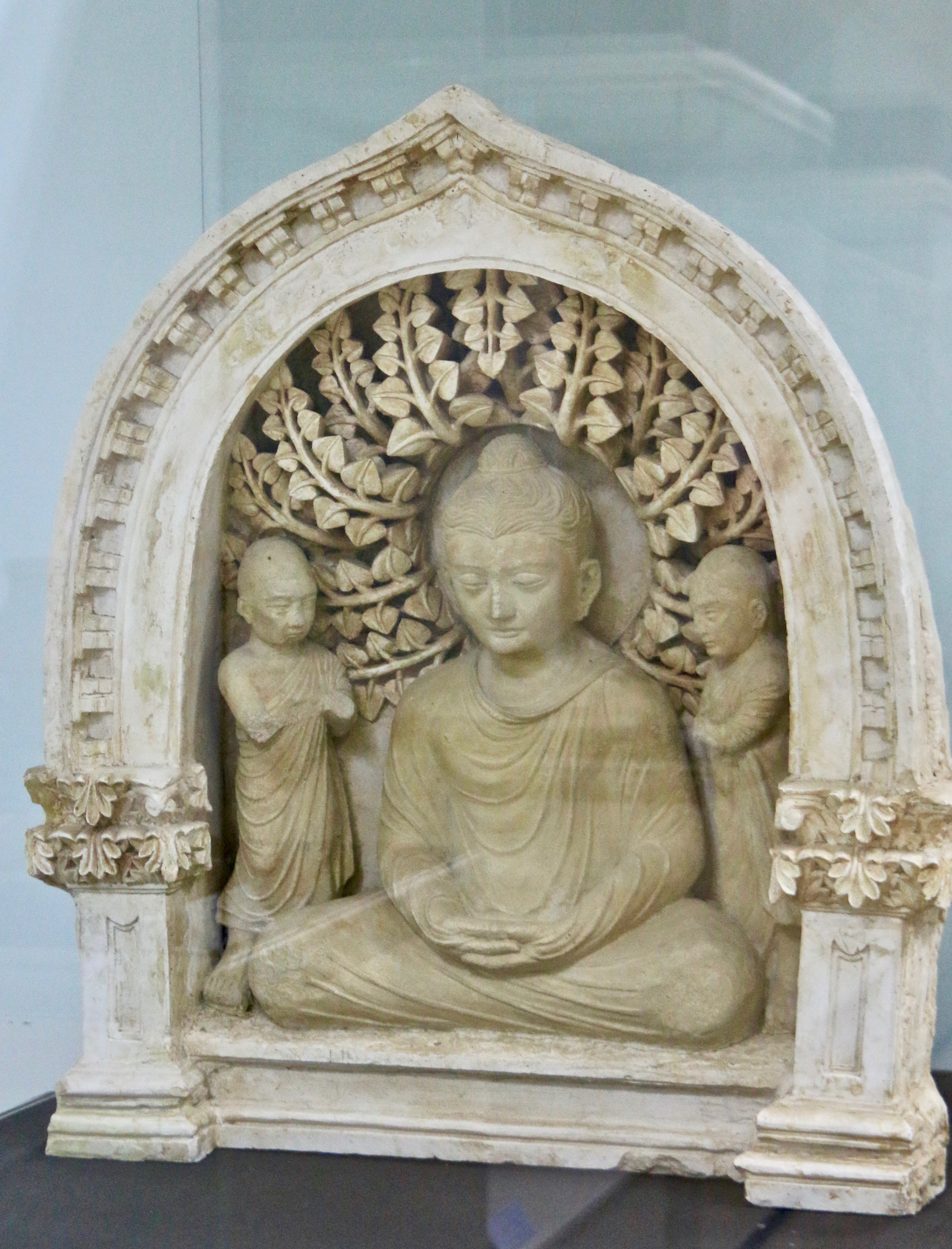
佛陀坐像（複製品，真品藏於塔什干）
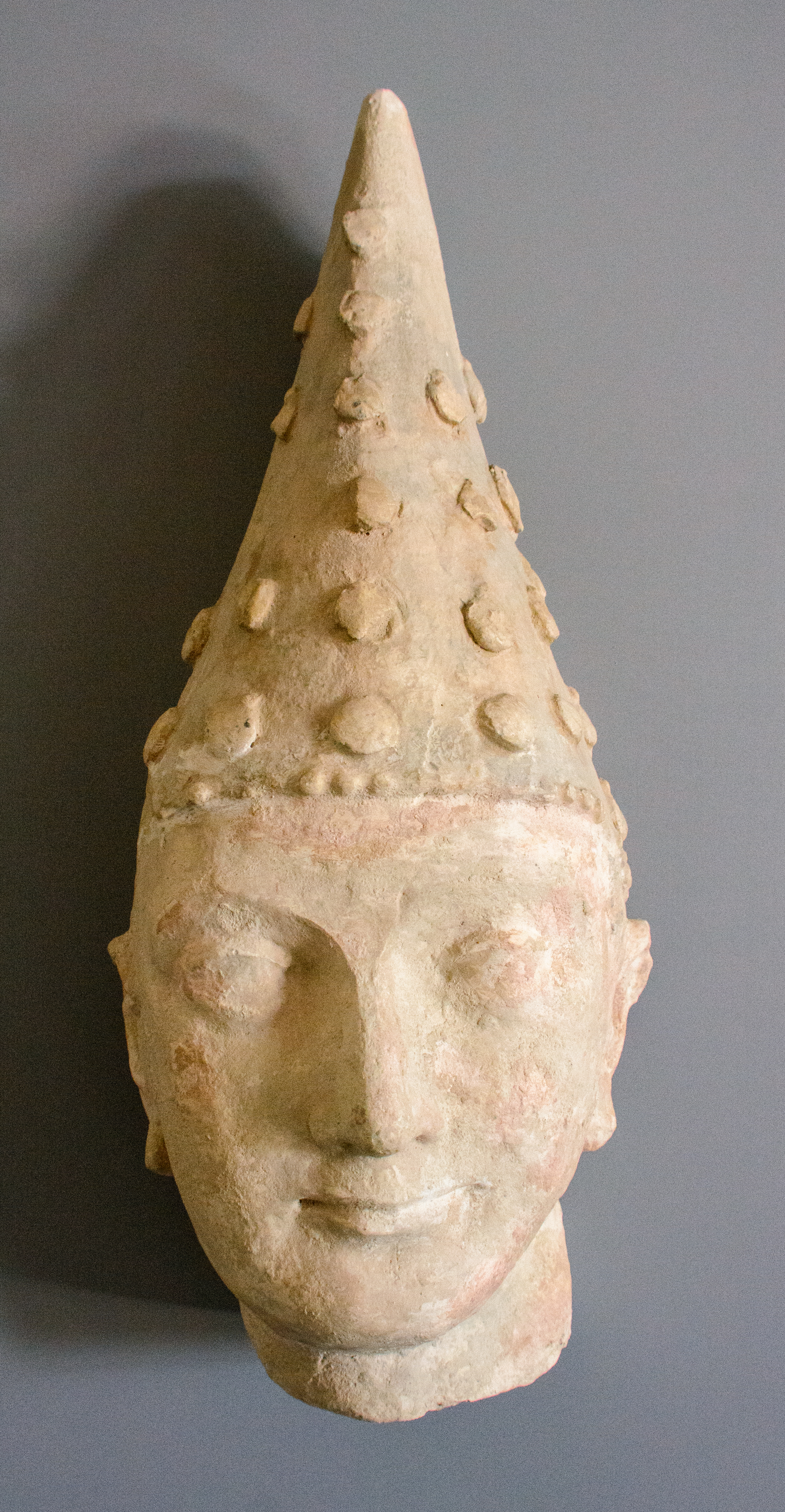
貴霜王子頭像
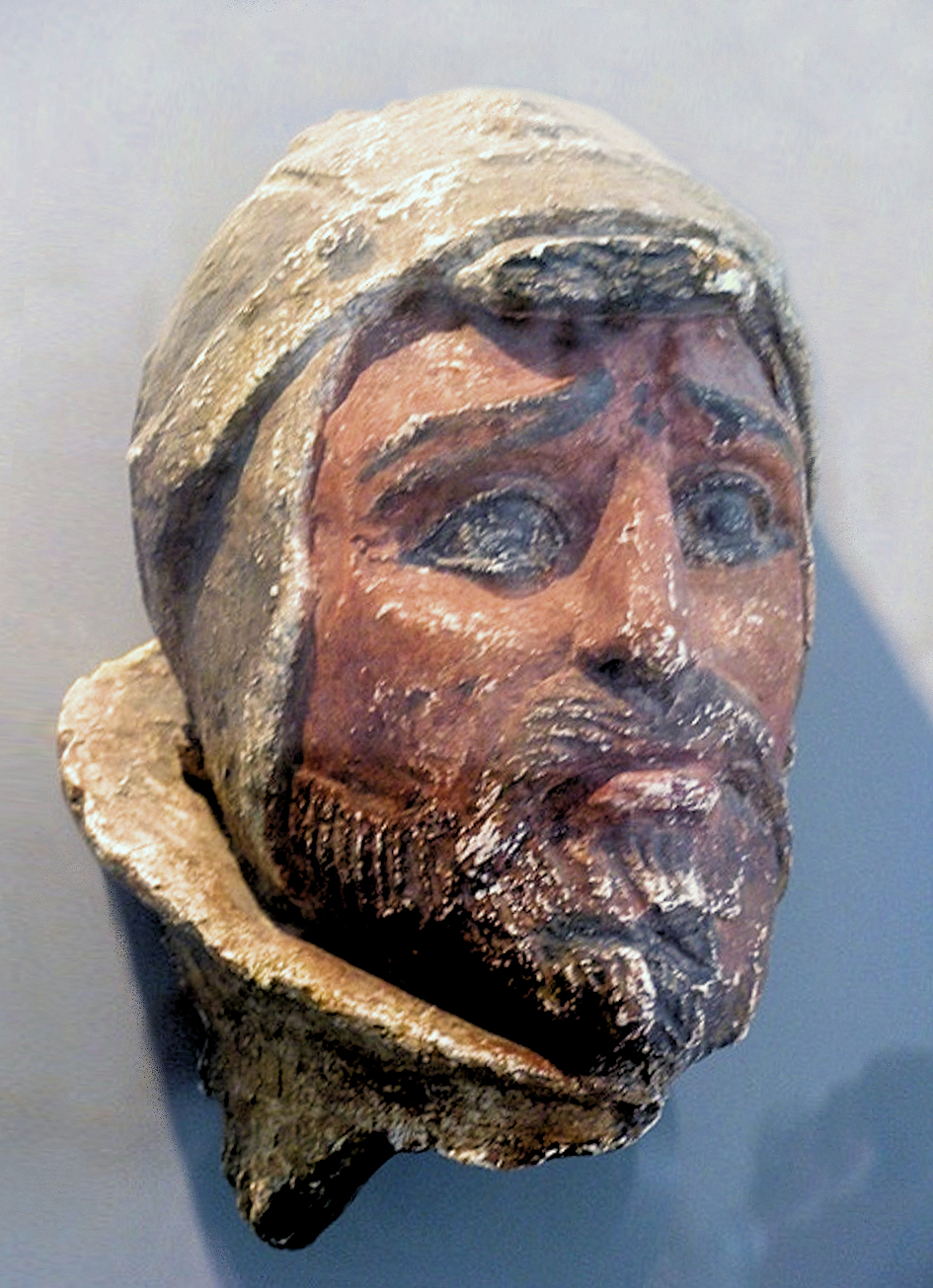
卡爾查延出土的塞迦武士頭像
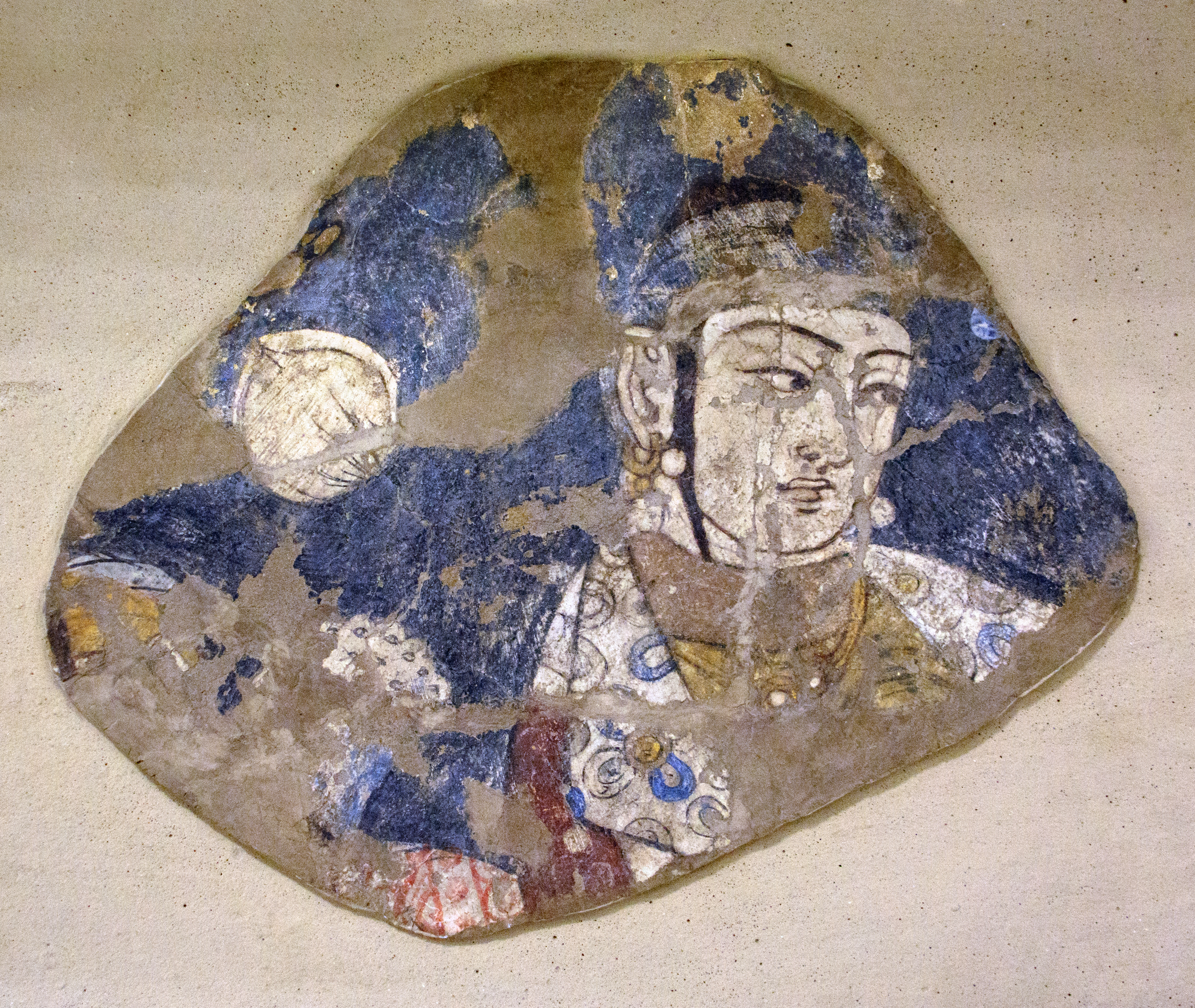
塔夫卡庫爾干出土的壁畫
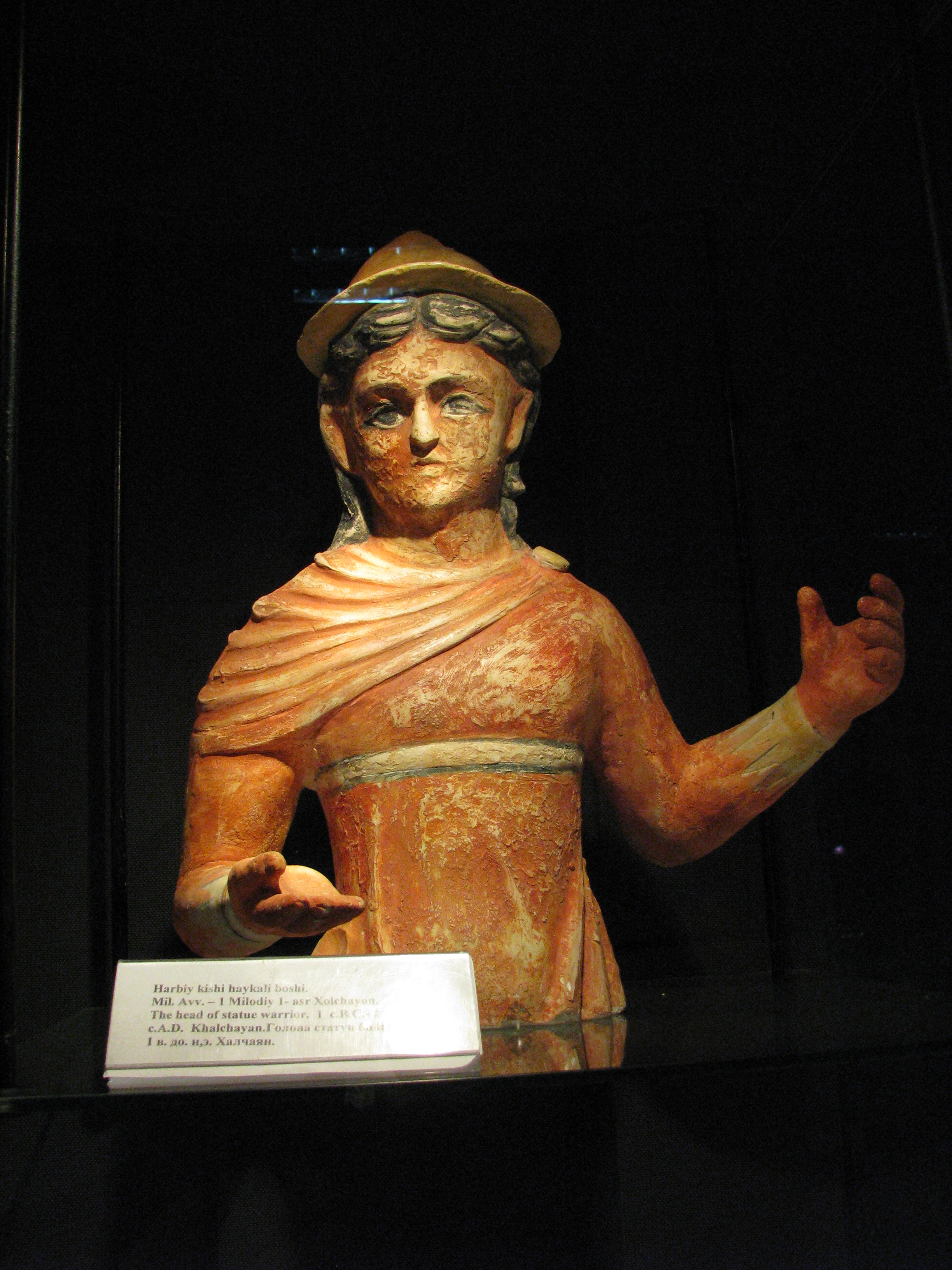
卡爾查延出土的陶像